# Notes from the Royal Botanic Garden, Edinburgh
Notes from the Royal Botanic Garden, Edinburgh. (abreviado Notes Roy. Bot. Gard. Edinburgh), es una revista ilustrada con descripciones botánicas que fue editada por el Real Jardín Botánico de Edimburgo. Se publicaron 46 números desde  1900 hasta 1989. Fue sustituida por Edinburgh Journal of Botany.